# Clitoria stipularis
Clitoria stipularis är en ärtväxtart som beskrevs av Arturo Erhardo Erardo Burkart. Clitoria stipularis ingår i släktet Clitoria, och familjen ärtväxter.

## Underarter
Arten delas in i följande underarter:
- C. s. latifolia
- C. s. stipularis